# Malaxis hispaniolae
Malaxis hispaniolae là một loài thực vật có hoa trong họ Lan. Loài này được (Schltr.) L.O.Williams mô tả khoa học đầu tiên năm 1942.